# 53 Kalypso
Az 53 Kalypso a Naprendszer kisbolygóövében található aszteroida. Karl Theodor Robert Luther fedezte fel 1858. április 4-én.